# Biłgoraj
Biłgoraj è una città della Polonia sud-orientale, con 27 000 abitanti nel 2003. Dal 1999 fa parte del voivodato di Lublino, mentre dal 1975 al 1998, con la vecchia suddivisione in voivodati, apparteneva al voivodato di Zamość.

## Storia
Biłgoraj fu fondata nel 1578 da Adam Gorajski. La città si trova a 90 km a sud di Lublino ed è anche capoluogo del distretto di Biłgoraj. La città è circondata da foreste e da tre fiumi, come mostrato dallo stemma (un cigno che si libra in volo su tre linee orizzontali che rappresentano i tre fiumi).

## Amministrazione

### Gemellaggi
- Afula